# Robert (piosenkarka)
Robert (zapis stylizowany RoBERT, właśc. Myriam Roulet, ur. 1964) – francuska aktorka, piosenkarka, a także kompozytorka i autorka tekstów. Od początku swojej kariery muzycznej współpracuje z Mathieu Saladin’em, kompozytorem i muzykiem.

## Dyskografia

### Albumy
- Sine (1993)
- Princesse de Rien (1997)
- Celle qui tue (2002)
- Unutma (2004)
- Six pieds sous terre (2005)
- Princess of Nowhere (2007)
- Sourde et Aveugle (2008)
- Nuit gravement (2012)
- Aux marches du palais (2012)

### Single
- Elle se promène (1990)
- Les Jupes (1991)
- Les Clichés de l’ennui (1993)
- Colchique mon amour (1997)
- Princesse de Rien (2000)
- Nickel (2000)
- À la guerre comme à la guerre (Single promo) (2002)
- Le prince bleu (maxi cd-dvd single) (2004)
- Nickel (remix Romaina Tranchart) (2004)
- Personne (remix Romaina Tranchart) (2005)
- Histoire de Loup (gościnnie Sacha Bourdo) (2006)
- Tout est calme (2008)
- Sorry (2009, Maxi CD)
- Ange Et Démon (2009) singiel promujący perfumy "Givenchy"[1]
- Skype (gościnnie Anthony Delon) (2012)